# Arthur Lewis
William Arthur Lewis (Castries, Santa Lucía; 23 de enero de 1915-Bridgetown, Barbados; 15 de junio de 1991) fue un economista santalucense.
En 1979 fue laureado con el Premio del Banco de Suecia en Ciencias Económicas en memoria de Alfred Nobel.

## Trayectoria

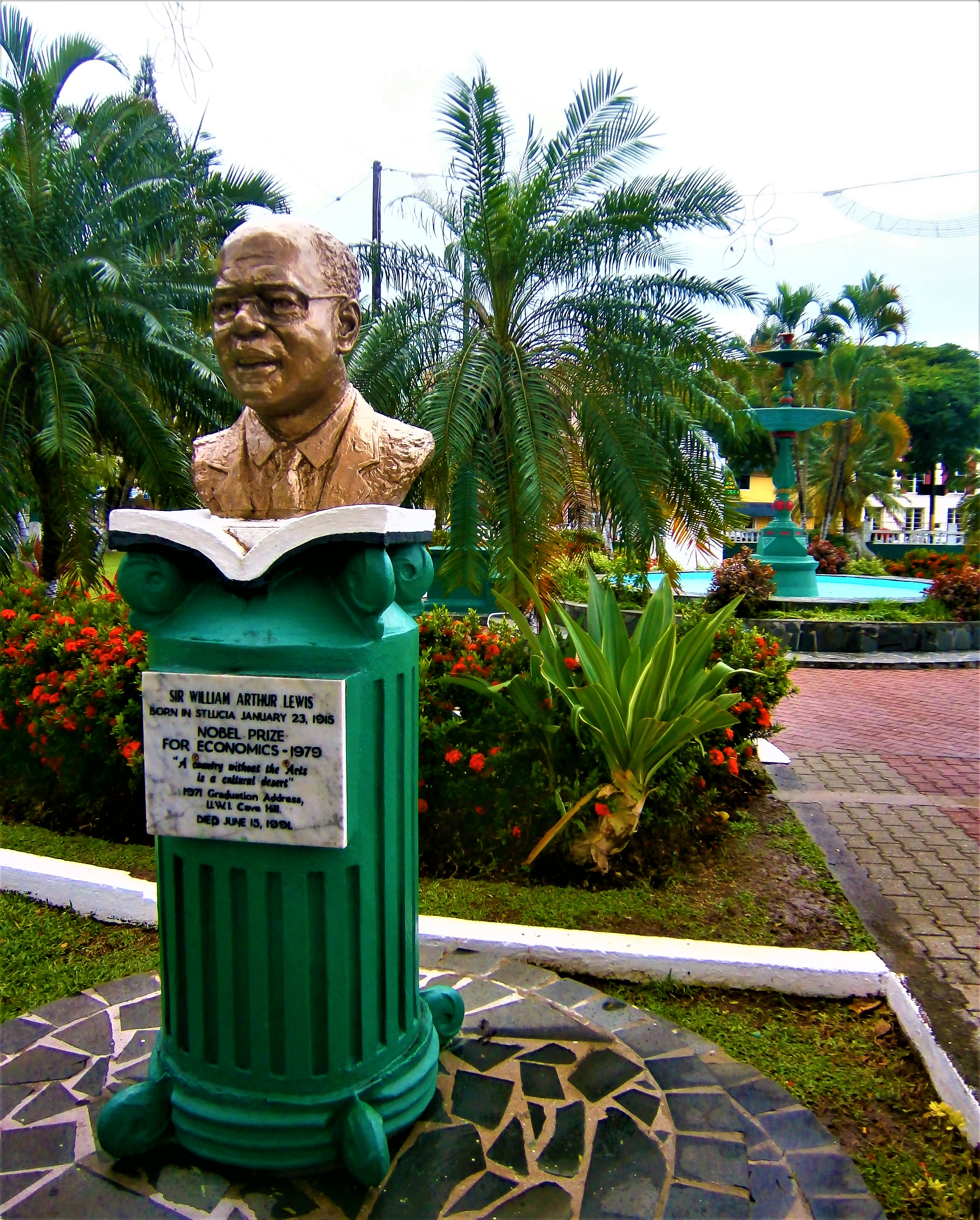
Monumento al primer Premio Nobel santalucense, Arthur Lewis (1915-1991), quien logró dicho galardón en 1979

Lewis nació el 23 de enero de 1915 en la isla de Santa Lucía, actualmente un país independiente en el Caribe pero en ese entonces todavía era colonia del Reino Unido. De joven quería ser ingeniero y en 1932 ganó una beca del gobierno para estudiar en una universidad británica, "pero esto parecía inútil ya que ni el gobierno ni las empresas blancas contratarían a un ingeniero negro", como dijo más tarde: "Finalmente decidí estudiar administración de empresas y planeé regresar a St. Lucia para un trabajo en el servicio municipal o en el comercio privado, al mismo tiempo estudiaría Derecho para recurrir si no surgiera nada administrativo."
Se matriculó en la Escuela de Economía y Ciencias Políticas de Londres (en inglés, London School of Economics and Political Science) donde se graduaría con honores en 1937. La misma escuela lo becó para hacer un doctorado en economía industrial. En 1948 tomó la cátedra en esa área de la Universidad de Mánchester pero la cambió en 1950 por la de economía del desarrollo, área en la cual haría aportaciones trascendentales para las ciencias económicas y por la cual recibiría el destacado premio escandinavo 29 años después.
En 1963 fue condecorado con el grado de Caballero del Reino Unido por la Reina Isabel II. Ese mismo año decide mudarse a los Estados Unidos y dar diversas cátedras de economía en la Universidad de Princeton, las cuales interrumpiría en 1970 para mudarse a Barbados y colaborar en la creación del Banco de Desarrollo del Caribe. A lo largo de su vida desempeñaría varios puestos similares, la mayoría enfocados al fomento del desarrollo económico en los países del Tercer mundo.
En 1979 Arthur Lewis compartió con el economista estadounidense Theodore W. Schultz el Premio del Banco de Suecia en Ciencias Económicas en memoria de Alfred Nobel "por sus aportaciones a las investigaciones en materia de desarrollo económico, con especial énfasis a los problemas que enfrentan los países en vías de desarrollo".
Falleció el 15 de junio de 1991 en Bridgetown, Barbados. Sus restos descansan en el colegio comunitario que lleva su nombre en su natal Santa Lucía.

## Obras clave

### ElModelo de Lewis
Lewis publicó en 1954 lo que iba a ser su obra de economía del desarrollo más influyente, "Desarrollo económico con suministros ilimitados de mano de obra" (Manchester School). En esta publicación, introdujo lo que se llamó el Modelo de Sectores Duales, o el "Modelo de Lewis".
Lewis combinó un análisis de la experiencia histórica de los países desarrollados con las ideas centrales de los economistas clásicos para producir un panorama amplio del proceso de desarrollo. En su teoría, un sector "capitalista" se desarrolla tomando el trabajo de un sector no-capitalista de "subsistencia" atrasado. El sector de subsistencia se rige por instituciones y normas sociales para que los productores no maximicen los beneficios y los trabajadores puedan ser pagados por encima de su producto marginal. En una etapa temprana del desarrollo, la oferta "ilimitada" de mano de obra de la economía de subsistencia significa que el sector capitalista puede expandirse durante algún tiempo sin necesidad de aumentar los salarios. Esto da lugar a mayores rendimientos del capital, que se reinvierten en la acumulación de capital. A su vez, el aumento del stock de capital lleva a los "capitalistas" a expandir el empleo mediante la extracción de más mano de obra del sector de subsistencia. Dado los supuestos del modelo (por ejemplo, que los beneficios son reinvertidos y que la acumulación de capital no sustituye al trabajo calificado en la producción), el proceso se vuelve autosostenible y conduce a la modernización y al desarrollo económico.
El punto en el que el exceso de mano de obra en el sector de subsistencia se absorbe por completo en el sector moderno y donde la acumulación de capital adicional comienza a aumentar los salarios, es a veces llamado el punto de inflexión Lewisiano. Recientemente se ha discutido ampliamente en el contexto del desarrollo económico en China.

### La teoría del crecimiento económico
Lewis publicó La teoría del desarrollo económico en 1955, en la que buscaba "proporcionar un marco apropiado para estudiar el desarrollo económico", impulsado por una combinación de "curiosidad y necesidad práctica".